# Kanoistika na Letních olympijských hrách 1948
Závody v kanoistice na Letních olympijských hrách 1948 v Londýně.

## Medailisté

### Muži
| Kategorie  | Zlato                                                            | Stříbro                                                          | Bronz                                             |
| ---------- | ---------------------------------------------------------------- | ---------------------------------------------------------------- | ------------------------------------------------- |
| C1 1000 m  | Josef Holeček · Československo (TCH)                             | Douglas Bennett · Kanada (CAN)                                   | Robert Boutigny · Francie (FRA)                   |
| C1 10000 m | František Čapek · Československo (TCH)                           | Frank Havens · Spojené státy americké (USA)                      | Norman Lane · Kanada (CAN)                        |
| C2 1000 m  | Československo (TCH) · Jan Brzák · Bohumil Kudrna                | Spojené státy americké (USA) · Steven Lysak · Stephen Macknowski | Francie (FRA) · Georges Dransart · Georges Gandil |
| C2 10000 m | Spojené státy americké (USA) · Steven Lysak · Stephen Macknowski | Československo (TCH) · Václav Havel · Jiří Pecka                 | Francie (FRA) · Georges Dransart · Georges Gandil |
| K1 1000 m  | Gert Fredriksson · Švédsko (SWE)                                 | Johan Andersen · Dánsko (DEN)                                    | Henri Eberhardt · Francie (FRA)                   |
| K1 10000 m | Gert Fredriksson · Švédsko (SWE)                                 | Kurt Wires · Finsko (FIN)                                        | Eivind Skabo · Norsko (NOR)                       |
| K2 1000 m  | Švédsko (SWE) · Hans Berglund · Lennart Klingström               | Dánsko (DEN) · Ejvind Hansen · Jakob Jensen                      | Finsko (FIN) · Thor Axelsson · Nils Björklöf      |
| K2 10000 m | Švédsko (SWE) · Gunnar Åkerlund · Hans Wetterström               | Norsko (NOR) · Ivar Mathisen · Knut Østby                        | Finsko (FIN) · Thor Axelsson · Nils Björklöf      |

### Ženy
| Kategorie | Zlato                        | Stříbro                                        | Bronz                            |
| --------- | ---------------------------- | ---------------------------------------------- | -------------------------------- |
| K1 500 m  | Karen Hoffová · Dánsko (DEN) | Alida van der Anker-Doedens · Nizozemsko (NED) | Fritzi Schwingl · Rakousko (AUT) |

## Přehled medailí
| Pořadí | Země                         | Zlato | Stříbro | Bronz | Celkově |
| ------ | ---------------------------- | ----- | ------- | ----- | ------- |
| 1.     | Švédsko (SWE)                | 4     | 0       | 0     | 4       |
| 2.     | Československo (TCH)         | 3     | 1       | 0     | 4       |
| 3.     | Dánsko (DEN)                 | 1     | 2       | 0     | 3       |
| 3.     | Spojené státy americké (USA) | 1     | 2       | 0     | 3       |
| 5.     | Finsko (FIN)                 | 0     | 1       | 2     | 3       |
| 6.     | Kanada (CAN)                 | 0     | 1       | 1     | 2       |
| 6.     | Norsko (NOR)                 | 0     | 1       | 1     | 2       |
| 8.     | Nizozemsko (NED)             | 0     | 1       | 0     | 1       |
| 9.     | Francie (FRA)                | 0     | 0       | 4     | 4       |
| 10.    | Rakousko (AUT)               | 0     | 0       | 1     | 1       |
| Celkem | Celkem                       | 9     | 9       | 9     | 27      |